# Catalogue of Life
Catalogue of Life va ser començat el juny 2001 per Species 2000 i el Sistema Integrat d'Informació Taxonòmica (ITIS); està previst que esdevingui un catàleg complet de totes les espècies conegudes d'organismes a la Terra.
El Catàleg actualment recopila dades de 151 bases de dades taxonòmiques revisades per experts, que són mantingudes per les institucions especialitzades de tot el món.
El Catàleg proporciona és editat dinàmicament, sent actualitzat periòdicament i ofereix una Llista de Verificació Anual, que proporciona una referència verificable datada per a l'ús dels noms i les dades associades. El desenvolupament del Catàleg de la Vida va ser finançat a través dels projectes 4d4Life Arxivat 2015-04-28 a Wayback Machine. i i4Life durant el període de 2009-2013.
La quinzena edició del catàleg llista 1,6 milions d'espècies de tots els regnes a partir de l'abril de 2015, amb una cobertura de més de tres quartes parts de les aproximadament 1,9 milions d'espècies conegudes per la ciència.
El Catàleg de la Vida empra una estructura de dades simple per proporcionar informació sobre la sinonímia, l'agrupació dins d'una jerarquia taxonòmica, noms comuns, distribució i entorn ecològic.
La major part de l'ús del Catàleg és per proporcionar una taxonomia vertebrada d'altres portals de dades mundials i col·leccions biològiques. A través del projecte i4Life té aliances formals amb Global Biodiversity Information Facility, European Nucleotide Archive, Encyclopedia of Life, European Consortium for the Barcode of Life, Llista Vermella de la UICN i Life Watch. La interfície pública inclou funcions de cerca i navegació, així com serveis multilingües.